# (16563) Ob
(16563) Ob ist ein Asteroid des Hauptgürtels, der am 30. Januar 1992 vom belgischen Astronomen Eric Walter Elst am La-Silla-Observatorium der Europäischen Südsternwarte (IAU-Code 809) in Chile entdeckt wurde.
Der Asteroid wurde am 13. Juni 2006 nach dem 3650 km langen westsibirischen Strom Ob benannt, der in die zum Arktischen Ozean (Nordpolarmeer) gehörende Karasee mündet.